# První palatalizace
První palatalizace byla fonetická změna praslovanštiny. 
Změna spočívala v přechodu velárních souhlásek k, g a ch na  č',  dž' a  š' před samohláskami i a ь. 
Když před původní velární souhláskou byla frikativa s nebo z, pak se tato sykavka v důsledku palatalizace asimilovala: sk > šč', zg > ždž'.
Například:
- kwetwores > četyre (čtyři)

- gwīwos > živъ (živý)

- múh₂s > mūsi > mūxi > mūši (myš)

- etskwe > ešče (ještě)

- drozga > droždža, droždži, droždžьje (droždí)

První palatalizace nastala před monoftongizací dvojhlásek, která způsobila druhou palatalizaci.
Názory vědců se rozcházejí v tom, jak datovat první palatalizaci. Ukrajinský vědec H. P. Pivtorak řadí tento proces mezi 6. až 5. století př. n. l., L. Moszyński mezi začátek našeho letopočtu až 2. století n. l., A. Lamprecht ho datuje mezi roky 400 až 475 n. l. (± 25 let), G. Shevelov zase mezi 5. až 6. století n. l..